# Танкийские языки
Танкийские языки (англ. Tangkic languages) — малочисленная языковая семья, распространённая на севере Австралии. Танкийские языки практически вымерли.

## Распространение
Танкийские языки были традиционно распространены на севере Австралии: на южном побережье залива Карпентария Арафурского моря и на близлежащих островах Уэлсли.

## Социолингвистическая ситуация
Одиночные контакты европейцев с носителями танкийских языков начались с XIX века, но первый полноценный контакт произошёл только в 1948 году, позднее всех других групп коренного населения побережья Австралии. С тех пор языки семьи активно вытесняются английским; молодые люди быстро их забывают. Сейчас танкийская семья является по сути вымершей: в 2015 году умер последний человек, свободно владевший языком каярдилд. Лардил, каярдилд и юкульта — самые хорошо изученные языки в семье.

## История
Исследователи предполагают, что танкийские языки могут иметь общие корни с малыми семьями полуострова Арнем-Ленд. Кроме того, в результате активных языковых контактов они имеют схожие черты с языками пама-ньюнгской семьи, в особенности с группами нгаррка и нгумпин. В 1990 году лингвист Николас Эванс предположил, что австралийский язык минкин, считавшийся изолятом, может быть родствен танкийским языкам на более глубоком уровне, чем все они между собой.
Из-за недостаточной изученности история и филогенетическая классификация танкийской семьи, выделение отдельных языков и диалектов остаются предметом дискуссий среди учёных. Язык лардил, сильно отличающийся от остальных, выделяют в отдельную северо-танкийскую группу — на нём говорят на севере архипелага Уэлсли. Некоторые исследователи считают, что южно-танкийские языки являются скорее диалектами одного языка, чем группой языков.
Филогенетический анализ показывает, что южно-танкийская группа разделилась достаточно поздно и быстро. В этой группе язык юкульта является самым архаичным с точки зрения морфосинтаксиса и сильно отличается от других по грамматическим свойствам. Он сохранил эргативный строй, который, как считается, был в пратанкийском языке. В 2016 году группа учёных предположила, что в истории семьи был период, когда носители северо-танкийских языков, предположительно, из-за наводнения, временно переселились на юг, в результате чего некоторое время просуществовал контактный «правосточно-танкийский» язык, характеризующийся северной грамматикой и южным лексиконом.

### Классификация
Традиционная классификация внутри семьи выглядит следующим образом:
- северо-танкийская группа
  - лардил
- южно-танкийская группа
  - языки южных островов Уэлсли
    - каярдилд
    - янгкаал

  - материковые
    - юкульта
    - нгубуринди
    - янгарелла и ганггалида

## Лингвистическая характеристика
Танкийская фонология отличается большим количеством сандхи внутри слов и правилами редукции фонем на концах слов. Набор фонем и фонотактика типичны для языков Австралии.
Морфология в основном агглютинативная, суффиксальная, в целом с зависимостным маркированием. Стратегия кодирования глагольных актантов в лардиле, каярдилде и янгкаале номинативная. В юкульте и его близких родственниках ситуация более сложная, с изначально эргативной стратегией. Морфология танкийских языков характеризуется сложными взаимоотношениями между формами и значениями морфем: исторически падежные суффиксы в процессе развития языков превратились в суффиксы, выражающие значения времени и придаточности, в то время как глагольные суффиксы превратились в маркеры падежей.
Падежное склонение вершины синтаксической группы выражается маркерами на всех словах соответствующей группы. Например, во фразе /maɻuŋ-nan-kuɻu maːɳ-kuɻu/ (мальчик-GEN-INS копьё-INS), которая означает «[проткнул кенгуру] копьём мальчика», суффикс инструменталиса есть как на слове «мальчик», так и на слове «копьё».
Порядок слов в клаузе в целом свободный, но порядок внутри именных групп ограничен: детерминатив—прилагательное—существительное. Время в подчинённых клаузах, а в лардиле и каярдилде и в главных клаузах, маркируется не только на глаголе, но и на большинстве других синтаксических групп. Разные виды подчинённых клауз обычно могут быть дезидеративными, могут обозначать нежелательность события («Как бы не…») или цель движения. В лардиле и каярдилде подчинённые клаузы могут использоваться как финитные, то есть самостоятельно, как главные.